# 사랑은 눈물의 씨앗
"사랑은 눈물의 씨앗"은 1969년 공개된 대한민국의 영화이다.

## 배역
- 윤정희
- 남궁원
- 최인숙
- 최무룡
- 김지수